# Кінопроєктор

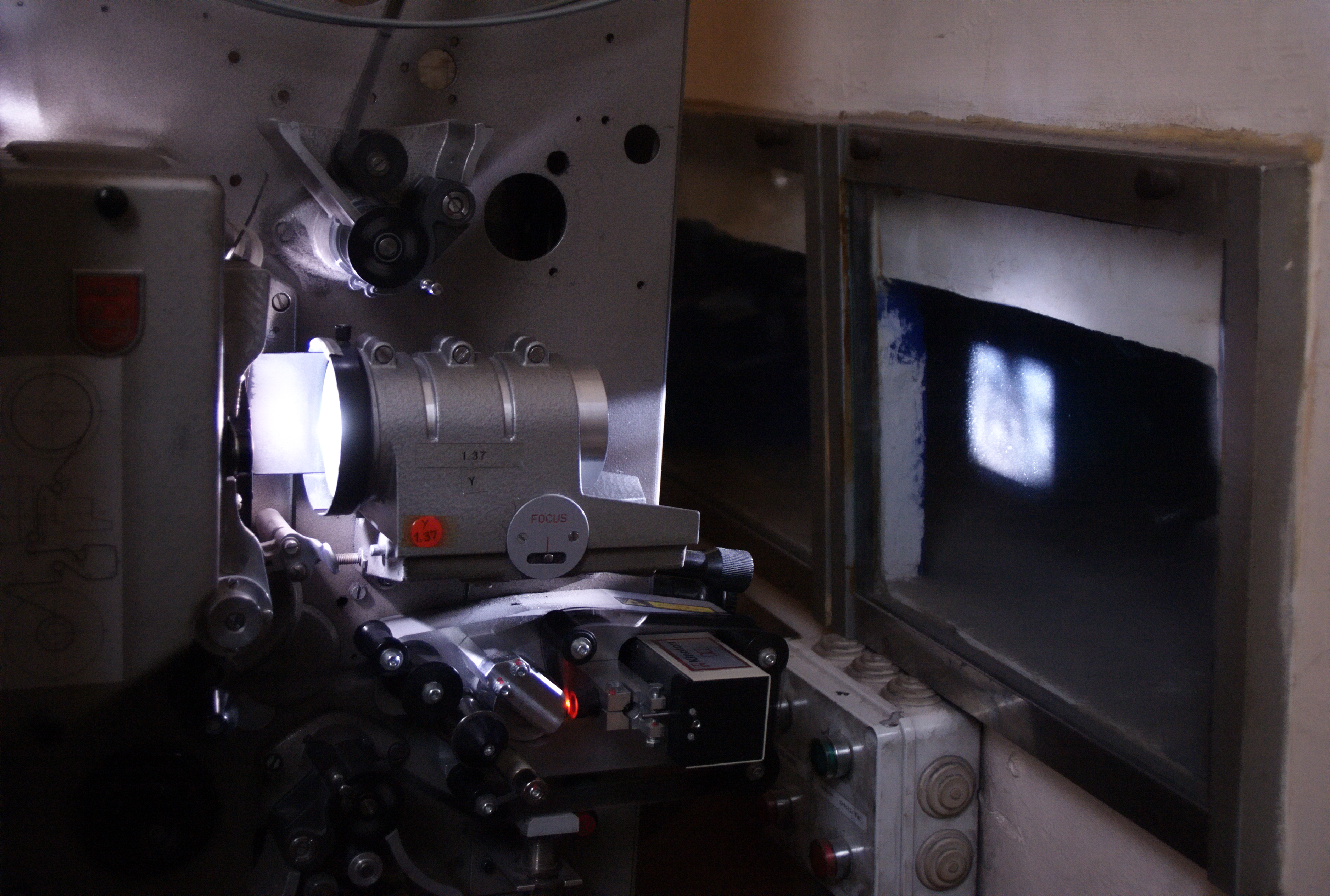
Кінопроєктор у дії

Кінопроєктор, кінопроєкційний апара́т (від кіно… і лат. projicio — кидаю вперед) — апарат, призначений для проєктування кінофільмів на екран.

## Пристрій і принцип дії

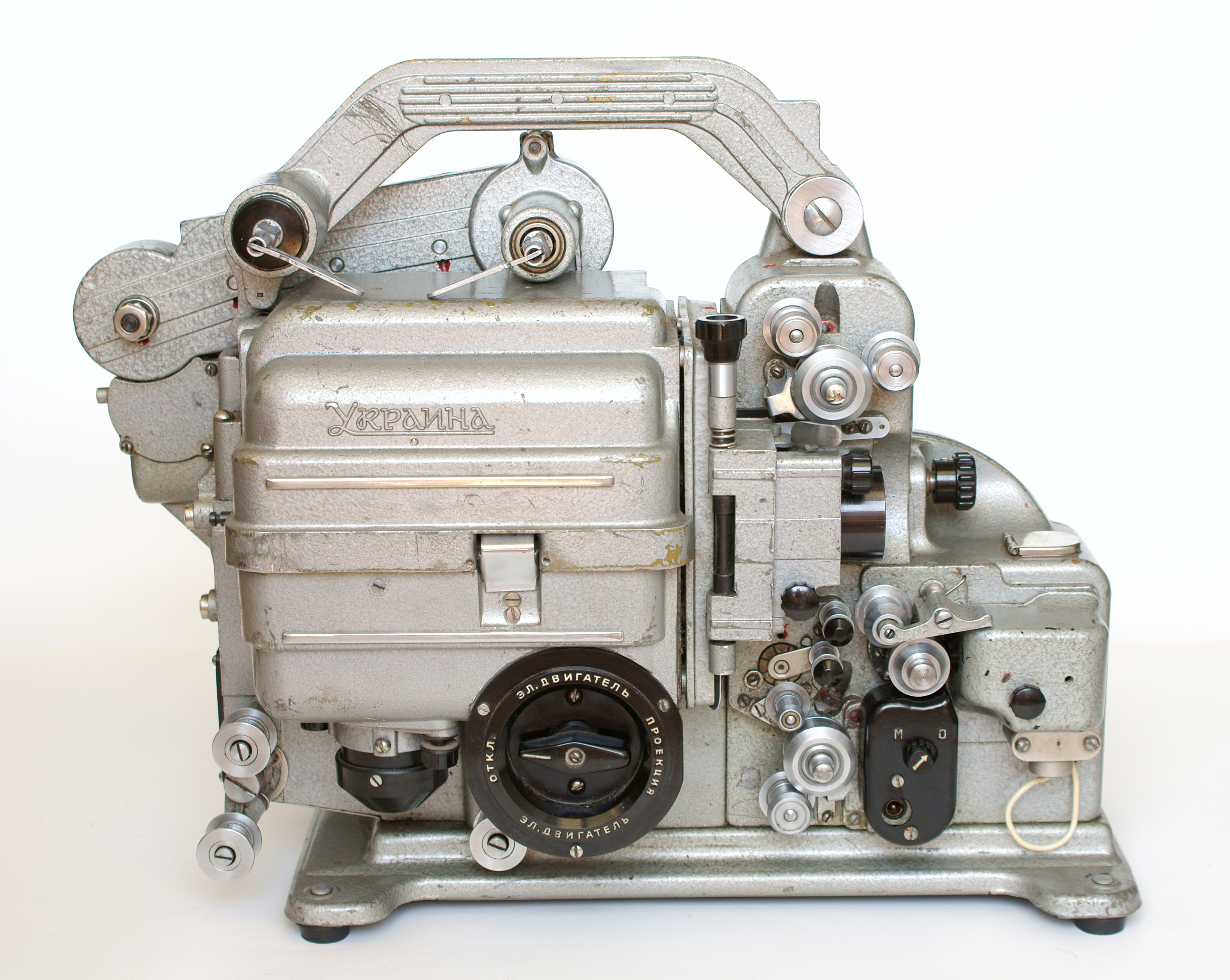
Кінопроєктор «Украина-4»

Кінопроєктор транспортує кінострічку з подавальної бобіни на приймальну, забезпечуючи уривчастий рух її в фільмовому каналі і рівномірний, за допомогою маховика на валу гладкого барабана — в звукочитальній системі. При цьому освітлювально-проєкційна система здійснює проєкцію зображення що знаходиться в кадровому вікні кадру на екран і перекриття світлового потоку обтюратором на час переміщення кіноплівки.

### Стрічкопротягувальний тракт
- бобіна, що подає;
- тягнучий зубчастий барабан;
- фільмовий канал;
- Механізм переривчастого руху: скачковий барабан (розташовується на валу мальтійського механізму) або провідний зуб грейферної рамки (грейферні механізми);
- затримувальний зубчастий барабан;
- гладкий барабан (на валу маховика) звукочитальної системи
- приймальна бобіна

### Освітлювально-проєкційна система
- Джерело світла;
- конденсор дзеркально-лінзовий;
- теплофільтр;
- обтюратор;
- кадрове вікно фільмового каналу;
- об'єктив.

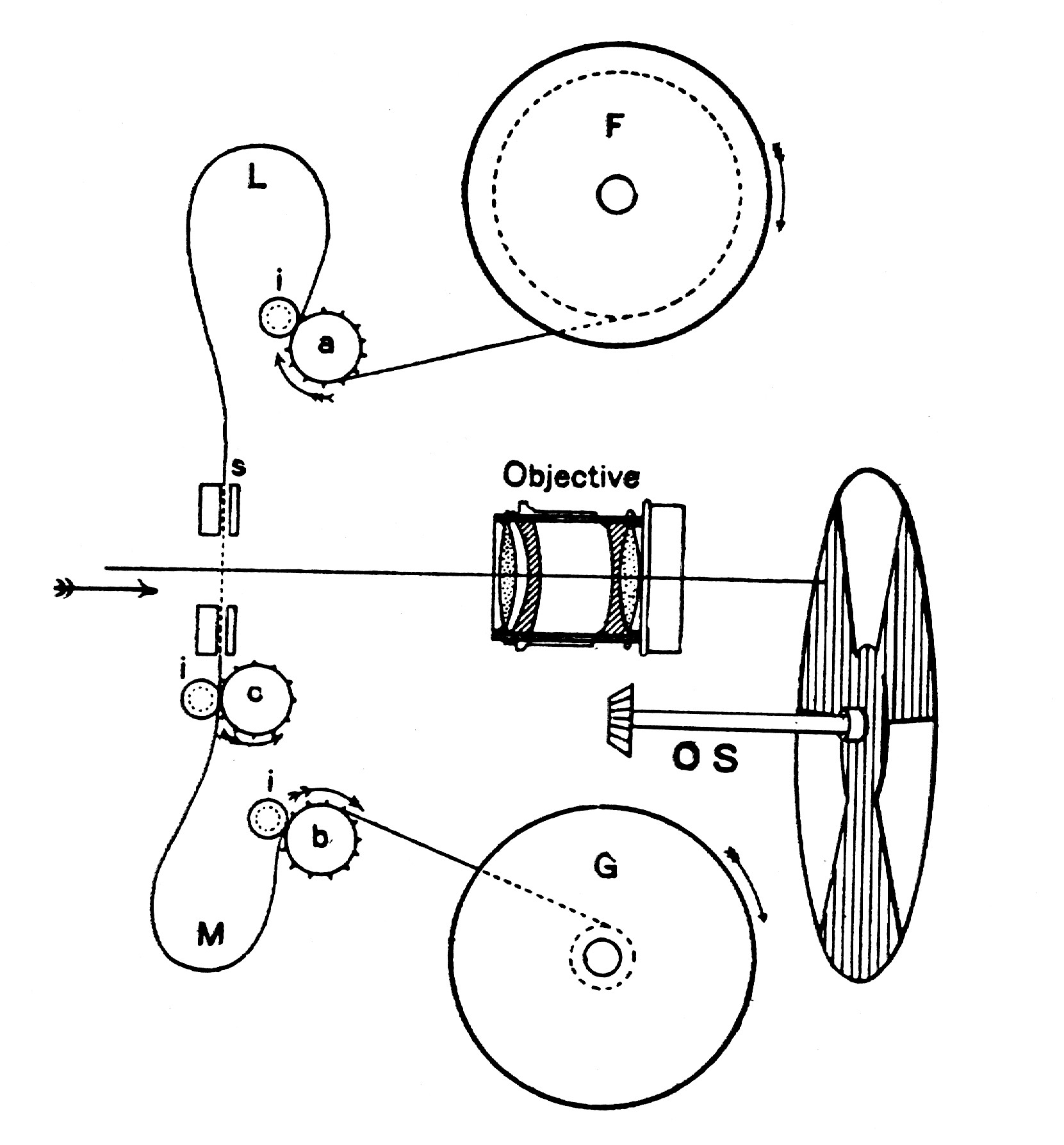
Схема проєкції

Як джерело світла в кінопроєкторах використовуються лампи розжарювання — для кінозалів невеликої місткості (в основному використовуються на пересувних кіноустановках, наприклад КН-20 і т. д.), і газорозрядні лампи. Для стаціонарних проєкторів використовуються в кінозалах великої місткості і кінотеатрах зазвичай використовуються ксенонові лампи надвисокого (близько 25 атм) тиску. Замість ламп розжарювання знаходять застосування розрядній лампі на парах металів. До розповсюдження ксенонових ламп в професійних проєкторах використовувалася вугільна дуга інтенсивного горіння — вид розрядного джерела світла, при якому розряд відбувається просто у повітрі між двома вугільними електродами. При цьому відбувається досить швидке обгоряння електродів і кінопроєктор повинен був містити механічний пристрій, що регулює відстань між електродами під час роботи.

### Система зчитування звуку
З прямим або зворотним читанням фотографічної фонограми або з блоком магнітних головок, для читання магнітних фонограм, наприклад кінопроєктор КП-30, деякі моделі кіноустановок "Україна".

### Цифровий кінопроєктор
Останнім часом для кінодемонстрації все частіше використовуються цифрові кінопроєктори. Цифровий кінопроєктор по суті є відеопроєктором високої потужності (до 7 кВт) і високої роздільної здатності (1920 × 1080 і вище).